# 다카노노 니가사
다카노노 니가사(高野新笠, ? ~ 790년 1월 21일(음력 12월 28일))는 고닌 천황(光仁天皇)의 부인으로 간무 천황(桓武天皇)의 어머니이다. 백제 무령왕(百濟武寧王)의 10세손으로 도래인 야마토(和:화)씨의 출신이었다.

## 가계
- 부친: 야마토노 오토츠구(和乙継)[1][2]
- 남편: 고닌 천황(光仁天皇)
  - 장녀: 노토노 내친왕(能登內親王 , 733 ~ 781)
  - 장남: 야마노베 친왕(山部親王 , 737 ~ 806) (간무 천황)
  - 차남: 사와라 친왕(早良親王 , 750 ~ 785)

## 속일본기
원문
- 속일본기(続日本紀) 간무천황(桓武天皇) 8년(延暦8年) 12월 28일에 의하면

壬午,葬於大枝山陵. 皇太后,姓和氏,諱新笠.和氏,百濟武寧王之子-純陁太子之裔也.居大和國城下郡大和鄉,因地制姓也.贈正一位-乙繼之女也.母-贈正一位-大枝朝臣-真妹.后,先出自百濟武寧王之子-純陀太子.皇后,容德淑茂,夙著聲譽.天宗高紹天皇龍潛之日,娉而納焉.生今上.桓武帝、早良親王、能登內親王.寶龜年中,改姓為-高野朝臣.今上即位,尊為皇太夫人.九年,追上尊號,曰-皇太后.其百濟遠祖-都慕王者,河伯之女感日精而所生.皇太后,即其後也.因以奉諡焉.— 속일본기 권40, 원문

번역